# Darío Cardozo
Darío Cardozo – argentyński zapaśnik walczący w stylu wolnym. Srebrny medalista mistrzostw Ameryki Południowej w 2013 roku.